# Anoides
Anoides là một chi bọ cánh cứng trong họ Chrysomelidae.
Chi này được Weise miêu tả khoa học năm 1912.

## Các loài
Các loài trong chi này gồm:
- Anoides binotata (Bowditch, 1914)
- Anoides femorata (Bowditch, 1914)
- Anoides flavicollis (Weise, 1912)
- Anoides lorentzi (Weise, 1912)
- Anoides notabilis Weise, 1912
- Anoides suturalis (Jacoby, 1894)
- Anoides tricolor Laboissiere, 1940
- Anoides unifasciata (Jacoby, 1894)